# فيزينجارم
فيزينجارم رمزها «VZ» (بالإنجليزية: Vizianagaram)‏ ، هو تقسيم إداري لدولة الهند تتبع ولاية أندرا برديش (بالإنجليزية: Andhra  Pradesh)‏ ، مركزها هو مدينة فيزينجارم
(بالإنجليزية: Vizianagaram)‏ عدد سكانها حسب تعداد سنة 2001 هو 2,245,103 ، مساحتها 6,539 كم² وكثافة السكان 343 لكل كم² .

## المناخ
يظهر الجدول التالي التغييرات المناخية على مدار السنة لفيزينجارم:
| البيانات المناخية لـفيزينجارم     | البيانات المناخية لـفيزينجارم | البيانات المناخية لـفيزينجارم | البيانات المناخية لـفيزينجارم | البيانات المناخية لـفيزينجارم | البيانات المناخية لـفيزينجارم | البيانات المناخية لـفيزينجارم | البيانات المناخية لـفيزينجارم | البيانات المناخية لـفيزينجارم | البيانات المناخية لـفيزينجارم | البيانات المناخية لـفيزينجارم | البيانات المناخية لـفيزينجارم | البيانات المناخية لـفيزينجارم | البيانات المناخية لـفيزينجارم |
| الشهر                             | يناير                         | فبراير                        | مارس                          | أبريل                         | مايو                          | يونيو                         | يوليو                         | أغسطس                         | سبتمبر                        | أكتوبر                        | نوفمبر                        | ديسمبر                        | المعدل السنوي                 |
| --------------------------------- | ----------------------------- | ----------------------------- | ----------------------------- | ----------------------------- | ----------------------------- | ----------------------------- | ----------------------------- | ----------------------------- | ----------------------------- | ----------------------------- | ----------------------------- | ----------------------------- | ----------------------------- |
| متوسط درجة الحرارة الكبرى °م (°ف) | 27.6 (81.7)                   | 29.4 (84.9)                   | 32.1 (89.8)                   | 33.8 (92.8)                   | 34.8 (94.6)                   | 33.9 (93.0)                   | 31.6 (88.9)                   | 31.5 (88.7)                   | 31.4 (88.5)                   | 31.0 (87.8)                   | 29.0 (84.2)                   | 27.3 (81.1)                   | 31.1 (88.0)                   |
| متوسط درجة الحرارة الصغرى °م (°ف) | 18.2 (64.8)                   | 20.6 (69.1)                   | 23.4 (74.1)                   | 25.8 (78.4)                   | 27.5 (81.5)                   | 27.2 (81.0)                   | 26.0 (78.8)                   | 25.9 (78.6)                   | 25.5 (77.9)                   | 24.4 (75.9)                   | 21.0 (69.8)                   | 18.4 (65.1)                   | 23.7 (74.6)                   |
| معدل هطول الأمطار مم (إنش)        | 11 (0.4)                      | 7 (0.3)                       | 11 (0.4)                      | 19 (0.7)                      | 77 (3.0)                      | 132 (5.2)                     | 157 (6.2)                     | 172 (6.8)                     | 204 (8.0)                     | 245 (9.6)                     | 57 (2.2)                      | 5 (0.2)                       | 1٬097 (43)                    |
| المصدر: Climate-Data.org          |                               |                               |                               |                               |                               |                               |                               |                               |                               |                               |                               |                               |                               |

## أعلام
- ساي كومار
- رادها كوماري